# Bicyclus ignobilis
Bicyclus ignobilis är en fjärilsart som beskrevs av Butler 1870. Bicyclus ignobilis ingår i släktet Bicyclus och familjen praktfjärilar. Inga underarter finns listade i Catalogue of Life.